# Under the Gaslight
Under the Gaslight er en amerikansk stumfilm fra 1914 af Lawrence Marston.

## Medvirkende
- Lionel Barrymore som William Byke.
- William Russell som Ray Trafford.
- Irene Howley som Pearl Courtland.
- Millicent Evans som Laura Courtland.
- Isabel Rea som Mrs. Courtland.